# Селангор
Селангор (Джаві: سلاڠور, населення 7,2 млн.), один з 13 штатів Малайзії. Знаходиться на західному березі Півострівної Малайзії, межує: на півночі — штат Перак, на сході — штат Паханг, на півдні — штат Негері-Сембелан і на заході — Малаккська протока. Повністю оточує федеральні території Куала-Лумпур та Путраджая.
Походження назви Селангор історією втрачено, хоча в деяких джерелах запевняють, що назва походить від малайського слова  selangau, що означає «велика муха», внаслідок того, що на болотах вздовж річки Селангор на північному заході держави водилася величезна кількість мух. Відповідно до іншої теорії, яка здається правдоподібнішою, назва штату походить від терміна Selang Ur, що значить земля проток (ur з тамільської мови — земля, selang з малайської мови протока).
Селангор на арабській мові з повагою називають також Darul Ehsan («Місцепроживання щирості»).
Штат — спадкова конституційна монархія, якою управляє Дулі Янг Маха Муліа або султан (з 2001) — султан Шарафуддін Ідріс Шах.
Головою уряду штату (Menteri Besar — з малайської великий міністр) з 2018 р. на сьогодні є Дато Шрі Амірудін Шарі, представик Партії Народного Правосуддя (Parti Keadilan Rakyat).
Столиця штату — Шах-Алам, королівська столиця Кланг. Третім за величиною населеним пунктом є Петалінг-Джая, статус міста якому було надано 20 червня 2006 року. Відповідно, Селангор — один з двох малайзійських штатів з більш як одним містом, другим є Саравак.
Селангор є також одним з найбагатших штатів Малайзії за розміром ВВП і другим після Пенангу за розміром ВВП на душу населення (18,157 малайзійський рингітів або 4,907 дол. США). 27 серпня 2005 р. урядом Малайзії було офіційно названо штат Селангор лідером за економічним розвитком.

## Історія
У 15-ому столітті Селангор входив до складу Малакського султанату. Після завоювання Малакки португальцями в 1511 році, територія Селангору стала об'єктом спорів між португальцями, Джохором, Ачехом та Сіамом. Коли в 1641 р. голландці витіснили португальців з Малакки, вони привели бугійських найманців з острова Сулавесі, один з очільників яких Раджа Луму в 1740 р. заснував на цій території султанат. В більшості районах бугійські поселенці витіснили народність мінангкабау, переселенців з Суматри, які оселилися на Селангорі на 100 років раніше. В XIX столітті економіка регіону стрімко зростала внаслідок розробки величезних запасів олов'яної руди та підвищення значимості каучуку. Саме це спричинило значний притік китайських мігрантів. Китайські таємні суспільні клани разом з керівництвом Селангору постійно боролися за контроль над олов'яними копальнями, що надалі посилило експлуатацію працівників і глибоку соціально-економічну кризу. Це, в свою чергу, створило умови для британців, які примусили султана Селангору в 1874 р. визнати британського резидента. Внаслідок стабільності, організованої британцями, Селангор знову набув розквіту. В 1896 р., за активного сприяння резидента Френка Светтенхема, Селангор об'єднався з Негері-Сембеланом, Пераком та Пахангом і було утворено Федерацію малайських штатів зі столицею в Куала-Лумпур. Федерація малайських штатів в 1948 р. перетворилася на Малайську федерацію а в 1963 р. Малайзійську федерацію. В 1970 р. Селангор передано під юрисдикцію федерального уряду місто Куала-Лумпур. В середині 1990-х рр. Путраджая також стає федеральною територією.
На сьогодні Селангор — найбагатший, найбільш індустріалізований і найбільш урбанізований штат Малайзії. 27 серпня 2005 р. глава уряду оголосив Селангор як розвинений штат.

## Населення та демографія
Селангор — найбільш густонаселений штат Малайзії, на території якого знаходиться найбільша конурбація — Долина Кханг. Географічно Селангор знаходиться в центральній частині Півострівної Малайзії, що сприяло швидкому розвитку штату як транспортного і індустріального центру Малайзії, який завжди привертав увагу переселенців з інших штатів так і з інших країн, особливо з Індонезії, Філіппін, В'єтнаму, М'янми, Бангладеш, Індії, Пакистану і Китаю. Збільшення потоку незаконних мігрантів, особливо з Індонезії, сприяв подальшому швидкому приросту населення Селангору.
Населення Селангору становить 4 850 000 (станом на 2006 р. етнічний склад штати мав наступну структуру: малайці — 52,9 %, китайці — 27,8 %, індуси — 13,3 %, інші етнічні групи — 6 %).
Найбільші населенні пункти Селангору (за даними на 2007 р.): місто Петалінг-Джая — 550,000, місто Шах-Алам — 500.000, місто Кланг — 995,000 і місто Субанг Джая — 400,000. Інші території, які мають значну кількість жителів:
- місто Бангі
- місто Бантінг
- місто Черас
- містечко Сіберджая
- місто Каджанг
- місто Куала Селангор
- місто Пучонг
- місто Порт Кланг
- місто Раванг
- місто Семенджі
- місто Сепанг
- місто Серданг
- селище Сері Кембанган
- місто Петалінг Джая
- округ Хулу Селангор
- місто Субанг-Джая
- округ Сабак Бернам
- місто Іджок
- містечко Бандар Срі Дамансара

## Політика

### Конституція
Конституцію штату Селангор було затверджено 26 лютого 1959 р. Конституція складається з двох частин: «Перша частина законів Конституції»
«Друга частина законів Конституції»
Відповідно до Конституції 1959 року Селангор конституційна монархія

### Султанан Селангор
Султан Селангору конституційним правителем Селангору. Значення, повноваження і обов'язки султана сформульовано Конституцією 1959 р. В конституції задекларовано, що султана має повноваження виконавчої влади, глави релігійної ісламської громади штату і є прикладом честі і гідності штату.
Ця посада є спадковою і неї можуть претендувати тільки члени королівської сім'ї Селангору. З 2001 року правителем є Дулі Янг Маха Муліа (Його Королівська Вельможність) Шарафуддін Ідріс Шах.

### Виконавчий комітет штату
Виконавча рада штату разом з султаном є виконавчим органом влади Селангору, була запроваджений конституцією 1959 року. До її складу входять глава уряду (Menteri Besar), як голова ради і як голова уряду Селангору, а також ще десять членів. Глава уряду і всі члени ради призначаються султаном Селангору за поданням Зібрання штату. На сьогодні главою уряду є Тан Срі Абдул Кхалід Ібрагім, представник Партії Народного Правосуддя (Parti Keadilan Rakyat).

### Зібрання штату Селангор
Штат також має законодавчу владу — Зібрання штату. За своє суттю воно нагадує парламент, обмежене у затверджені законів штату. Його члени вибираються на виборах, які зазвичай відбуваються одночасно з федеральними виборами. Обираються до зібрання на п'ять років. Діюче зібрання втрачає свої повноваження на той момент, коли в штаті обирають нове зібрання.

### Голови Уряду Селангору з 1949 року
- 1949—1949: Хамзах Абдулах.
- 1949—1953: його королівська величність Раджа Тун Уда Раджа Мохамад.
- 1953—1954: Отхман Мохамад
- 1955—1956: доктор Абдул Азіз Абдул Маджід
- 1956—1958: туан Мухаммад Імаіл Абдул Латтіф
- 1958—1959: Абдул Джаміль Раіс
- 1959—1964: датук Абу Бакар Багінда
- 1964—1976: датук Харун Ідріс
- 1976—1982: дато Хормат Рафеі
- 1982—1986: дато Ахмад Разалі Мохд Алі
- 1986—1997: тан срі Мухаммад Мухаммад Таіб
- 1997—2000: тан срі Абу Хассан Омар
- 2000—2008: дато сері, доктор Мохд Кхір Тойо
- 2008 — донині: тан срі Абдул Халід Ібрагім

## Адміністративний поділ

### Перелік районів
Селангор розподілено на дев'ять адміністративних округів, а саме:
- Кланг разом з портом Кланг (відомий також як порт Світтенхем)
- Петалінг, де знаходиться Аеропорт ім. султана Абдула Азіз Шаха (міжнародний аеропорт Субанг)
- Сепанг, де знаходиться Міжнародний аеропорт «Куала-Лумпур»
- Куала Селангор
- Сабак Бернам
- Хулу Лангат
- Куала Лангат
- Хулу Селангор
- Гомбак

### Перелік місцевих органів влади
В штаті Селангор є дванадцять місцевих органів влади, а саме:
- Меджліс Даерах Хулу Селангор (Majlis Daerah Hulu Selangor (MDHS))
- Меджліс Пербандаран Субанг Джая (Majlis Perbandaran Subang Jaya (MPSJ))
- Меджліс Даерах Сабак Бернам (Majlis Daerah Sabak Bernam (MDSB))
- Меджліс Пербандаран Каджанг (Majlis Perbandaran Kajang (MPKj))
- Меджліс Даерах Куала Селангор (Majlis Daerah Kuala Selangor (MDKS))
- Меджліс Пербандаран Кланг (Majlis Perbandaran Klang (MPK))
- Меджліс Пербандаран Селаянг (Majlis Perbandaran Selayang (MPS))
- Меджліс Бандарая Шах-Алам (Majlis Bandaraya Shah Alam (MBSA))
- Меджліс Бандарая Петалінг Джая (Majlis Bandaraya Petaling Jaya (MBPJ))
- Меджліс Пербандаран Сепанг (Majlis Perbandaran Sepang (MPSpg))
- Меджліс Даерах Куала Лангат (Majlis Daerah Kuala Langat (MDKL))

## Культура
Традиційна культура малайської більшості Селангору формувалася під впливом переселенців з етнічних груп буги, Джохору, мінангкабау, мандайлінг та яванців.
На населення Селангору також формувалось під впливом китайців і індусів, які є національними меншинами в регіоні.
Так як Селангор є найрозвиненішим штатом Малайзії, тому він має в своїй культурі значний вплив Заходу.

## Кухня
Традиційна малайська кухня Селангору формувалася під впливом Джохору, буги, Яви, мінангкабау.
Рояк кланг, лонтон кланг і меє бандунг є найпопулярнішими стравами в кухні Клангу і Шах-Аламу (примітка: меє бандунг також є традиційною стравою Джохору). До неменш популярних страв також належать меє джава (нагадує страву меє ребас в Джохорі), сате каянг, кетам дарул ехсам, куах асам педас і саюр масак ребунг.
Серед китайського населення Клангу є популярним бат кут тех. Це трав'яний суп зі свининою, який їдять на сніданок, обід та вечерю.
Прибережні міста, такі як Кланг і Куала Селангор відомі також кухнею з морепродуктів.